# 無家可歸的孩子蕾米
《無家可歸的孩子蕾米》為日本動畫公司製作的世界名作劇場系列第23部的動畫作品。作品改編自法國作家賀克多·馬洛的作品《苦兒流浪記》（無家可歸的孩子，Sans famille），實際上本書的第二度被日本改編的電視卡通，舊版在香港的官方譯名是星仔走天涯。自1996年9月1日播至次年1997年3月23日，全26集。

## 故事
蕾米‧巴布朗是個很貧窮的孩子，但是她與母親安妮還有妹妹娜娜過著很幸福的生活。但是有一天去巴黎工作的父親大受重傷後，就返回蕾米她們家庭的身邊，之後蕾米從傑洛姆口中得知自己是被撿回來的孩子這樣的出生的秘密。接下來她被傑洛姆賣給了波里內赫，讓她不得不離開她所愛的人們，還有長年陪伴她的這片土地。之後她遇到了維達利斯爺爺，他幫助蕾米脫離了波里內赫，隨後蕾米她與維達利斯爺爺一起向前旅行。開始了她的流浪之旅。

## 登場人物與配音員陣容

### 主要人物
蕾米‧巴布朗
配音員：堀江美都子
一個剛滿10歲的少女。在他出生半年的時候，被丟在巴黎的道路上，被傑洛姆撿到，一直以來被巴布朗家的人養育者。10年後，被傑洛姆帶到被拋棄的地方再次被賣掉，知後遇到維達利斯劇團的人維達利斯，讓她獲得自由，並且去尋找真正的母親而和維達利斯一起旅行者。對於事情都抱以樂觀的態度，維達利斯對她說：「蕾米，妳是個樂觀的孩子。永遠不要拋棄它，要保持有樂觀的態度，還要有希望」，她對這樣的話一直深信著。
維達利斯
配音員：山野史人
維達利斯劇團的團長，是以旅行表演的藝人兒旅行者。以前他好像是個很有名的音樂家，對於所有的樂器他都非常的擅長演奏，最擅長的是小提琴。「前進」是他的口頭禪，與蕾米一起在法國旅行，不過之後在冬天的雪山上喪失了性命。

### 住在夏瓦儂村與在附近遇到的登場人物
娜娜‧巴布朗
配音員：嶋方淳子
蕾米的妹妹。與蕾米不同她真的是巴布朗家的孩子。與蕾米的關係非常的好，不過與蕾米分開，她還會喜歡她的爸爸嗎？
安妮‧巴布朗
配音員：弘中久美子
蕾米的養母，向她的真正母親一樣的養育著她。她因為傑洛姆撿到蕾米的時候，正好當時剛死了孩子，她把蕾米當成她的親生孩子一樣養育著她，不過因為傑洛姆的陰謀，蕾米被傑洛姆他賣掉了。
傑洛姆‧巴布朗
配音員：田中正彥
安妮的丈夫，是他本人撿到蕾米的。但是並不是很有善意的撿到他，而是從當時蕾米孩是嬰兒時身上穿的高貴的衣服而撿了她。平常他都不回家在巴黎做著工作，因為腳受傷回到家時，知道蕾米還在家就把蕾米給帶走賣掉了。
李康特
配音員：安西正弘
住在夏瓦濃村的商店的店長。是個非常坦率的店長，對於自己唱的歌很有自信，但是喉嚨自豪大會的冠軍被蕾米給搶走了。
琪琪
配音員：日野由利加
住在夏瓦儂村的阿姨。對於商店店長李康特的歌喉不感興趣，反倒對蕾米的歌喉比較有興趣。
蘿辛
配音員：羽鳥靖子；陸惠玲（香港））
住在夏瓦儂村的阿姨。告訴安妮說傑洛姆在巴黎受大傷事情的人。
布魯諾
配音員：佐藤浩之
住在夏瓦儂村的年輕人。告訴安妮說傑洛姆在巴黎受大傷事情的人。
村長
配音員：澤木郁也
夏瓦儂村的村長。在夏瓦儂村裡好像只有他會讀書寫字的樣子。
拉蒙
配音員：長島雄一
住在夏瓦儂村隔壁村的年輕人。與傑洛姆一起在巴黎工作，不過傑洛姆工作時摔下來腳受大傷的時候，由於他的好意，幫傑洛姆付了住院費用的人。但是他之後來夏瓦儂村找安妮，要安妮付傑洛姆的醫藥費，但是由於安妮沒有錢，就只好把家裡的母牛露賽特賣給了他。
亨利
配音員：鳥海浩輔
在喉嚨自豪大會上拿到優勝獎品豪華的器皿的人。
波利奈爾
配音員：鄉里大輔
做著人口販子的叔叔。以20法郎買了蕾米，打算在巴黎將他賣掉。是個相當可惡的壞人。
柯克蘭
配音員：平野正人
蕾米在被賣掉的時候遇到的人。

### 在尤塞爾遇見的登場人物
尚
配音員：岩坪理江
住在尤塞爾的城鎮與母親兩個人一起住的少年。因為家裡非常貧困，沒有錢請醫生來看病，因此他就偷了搶了蕾米的錢，在知道事情的維達利斯，就說是爸爸留下的禮物，幫他瞞住偷錢的事情。
尚的媽媽
配音員：吳林卓美
尚的媽媽，名字不詳。丈夫去世後，自己也生了病，生活非常貧困。兒子尚拿著錢的時候，她曾懷疑是不是他偷的，在聽了維達利斯的話之後，她就感激的放聲大哭了。
舊衣店的老闆
配音員：岸野一彦
蕾米在尤塞爾這個城鎮遇到的賣舊衣服的老闆。
卡特琳
配音員：渡邊菜生子
尤塞爾這城鎮與蕾米認識的少女。聽聞蕾米唱的歌聲，聽她的歌聽到入神。
皮耶爾
配音員：幹本雄之
卡特琳的爸爸。家好像很貧困但是聽聞蕾米的歌就給了她1蘇，對蕾米來說這1蘇，是非常有價值的。
柯拉爾
配音員：堀秀行
「10個魔法的故事」這故事獲得文學獎的小說家。蕾米對於他所寫的郵桶的故事有所好感，但實際上是維達利斯所寫的故事。
雷尼
配音員：上田敏也
書店的老闆。他以人身上的衣服來判斷這個人是不是有錢的人類型的人，打算趕走沒有錢的蕾米。
皮耶爾
配音員：安達忍
住在孤兒院裡喜歡惡作劇的男孩子。為了妹妹妮娜能夠恢復溫柔的聲音，而潛入傑拉爾的房子，向瑪莉亞像奉獻祈禱著。
丹尼爾
配音員：真山亞子
蕾米在路上遇到的人。
妮娜
配音員：西原久美子
皮耶爾的妹妹。母親死亡後受到驚嚇，而得了失語症。在皮耶爾的祈禱下，她又變的能夠說話了。
亞蘭
配音員：石川寬美
蕾米在路上遇到的人。
傑拉爾
配音員：稻葉實
愛裝模作樣又很驕傲輕浮的小說家，是個住在豪宅的有錢人。他知道皮耶爾潛入自己的房子，在埋伏的時候不小心讓油燈的火轉而燒到其他地方，使的房子全部燒毀。
克勞德
配音員：田中亮一
蕾米在路上遇到的人。
瑪蒂娜
配音員：佐藤愛
蕾米在路上遇到的人。
艾瑪
配音員：中友子
蕾米在路上遇到的人。
佣人
配音員：增田均
某個家庭裡的男傭人。

### 在波爾多遇見的登場人物
安德烈
配音員：福田信昭
花瓶店的師傅。7年前老婆死了，在那之後撿到被扔掉的莎拉兒養育著她。從店裡出來迎接在店門前的避雨的維達利斯劇團，並且告知他們希望能夠幫助莎拉，讓她能與真正的媽媽相見。
莎拉
配音員：白鳥由里
伊凡妮的孩子，7年前丟掉，被花瓶店的師傅安德烈撿到而養育者。是個有點怕生的少女，但是很快的就與蕾米的關係很要好。眼睛看不見，但是很熟稔的製作著花瓶。
伊凡妮
配音員：瀧澤久美子
一個有錢的婦人。跟自己喜歡的對象結婚生孩子，但是因為不是按照父母的本意結婚，因此她的孩子莎拉就被偷偷丟掉了，她位了尋找莎拉而繼續旅行著。在看到蕾米的時候就好像看到莎拉一樣。
維克多
配音員：西村知道
伊凡妮家裡的傭人。

### 在普里馬維拉號上遇見的登場人物
艾米爾
配音員：柏倉務
在波爾多停留時的普里馬維拉號的見習船員。與蕾米的遭遇相似，之後和她變成了好朋友。
維克多
配音員：大友龍三郎
普里馬維拉號上臨時的船員，其實他的本職是把抓到的狗高價賣給馬戲團，當卡匹被他抓到了，之後被蕾米與艾米爾識破了他做的這種事情。
吉吉
配音員：二又一成
維克多的手下，和他一樣的本職把抓到的狗高價賣給馬戲團。
船長
配音員：安井邦彥
普里馬維拉號的船長。
船員A
配音員：麻生智久
普里馬維拉號船上的船員之一。
船員B
配音員：鳥海浩輔
普里馬維拉號船上的船員之一。
船員C
配音員：野島健兒
普里馬維拉號船上的船員之一。

### 在圖魯茲遇見的登場人物
美美
配音員：鈴木富子
住在圖魯茲的麵包店老闆的女兒，與蕾米非常要好。
維果
配音員：岸野幸正
美美的爸爸。自己的家遭到縱火剛開始時庇護著維達利斯，但是在他自家的倉庫的燒焦痕跡中發現有維達利斯留下的油燈，因此就相信縱火犯就是維達利斯。
納瓦爾
配音員：山下啓介
在附近的人都說他是以正直的人而聞名，不過他的真正身分是縱火的犯人。
警察長
配音員：笹岡繁藏
圖魯茲的城鎮的警察，看樣子是個警察長。在圖魯茲追蹤連續縱火犯，懷疑是維達利斯做的，就把他給逮捕了。是象徵著擁有國家權力的警官。

#### 在圖魯茲遇見的米利根一家
米利根夫人
配音員：山田榮子
在圖魯茲的城鎮與蕾米認識的和善夫人。是個英國人，並且是英國的名門貴族，為了要治好兒子亞瑟的病，而到圖魯茲來。而她的真實身分是蕾米的親生母親。
亞瑟
配音員：冬馬由美
米利根夫人的獨生子。由於生病而使得自己有著一生不能走路的身體，但在蕾米的勸說下懷抱有著活下去的決心。真實身分是蕾米的親生弟弟。
妮莉
配音員：林原惠
米利根家的女傭。蕾米到家裡以來她很細心的照顧她。在她得知蕾米是米利根家的孩子時，在巴黎的那段時間才變的活耀。
西蒙妮
配音員：羽鳥靖子
米利根夫人家裡的廚師。
醫生
配音員：喜多川拓郎
亞瑟的主治醫生。是個相當有實力的醫生，但是還是醫治不好亞瑟的腳。
布萊爾律師
配音員：速水獎
米利根夫人的顧問律師。米利根夫人要他去找蕾米的下落，不過他不但不知道，還相信維達利斯還活著，因此找尋蕾米是相當難以進展的事情。

### 在巴黎遇見的登場人物
老闆娘
配音員：秋元千賀子
蕾米和維達利斯在旅行途中所居住的旅店的老闆娘。
旅店的老闆
配音員：平野正人
蕾米和維達利斯在旅行途中所居住的旅店的老闆。
農夫
配音員：鹽屋浩三
蕾米和維達利斯在旅行途中所遇到的農夫。
獸醫
配音員：田原阿諾
住在巴黎附近的獸醫。幫助卓力克爾恢復精神。
神父
配音員：古田信幸
維達利斯死的時候為他舉行葬禮的神父。
嘉斯伯爾
配音員：福田信昭
維達利斯死亡後，養育著好不容易來到巴黎的蕾米。說說是養育但是他卻是像對待奴隸似的任意驅使的孩子們，最後打算從米利根夫人那裡勒索金錢，並且想要捲款逃走的壞人。
玩具店的老闆
配音員：田中亮一
在巴黎這城鎮唱力玩具店的老闆。因為麗絲偷了店裡的洋娃娃，然而之後蕾米還回去的時候，他不但沒有說出原諒他們的話，還對蕾米拳打腳踢，真是個看了會也覺得很過分的老闆。
保羅
配音員：石野龍三
在巴黎的米歇爾劇團為根據地的不良組織的領導人。他到巴黎來的時候從蕾米的身上奪走了23法郎，然而在數個月後，也想奪走蕾米身上的項鍊的壞人。
咖啡店長
配音員：麻生智久
在巴黎開咖啡店的咖啡店長。
醫生
配音員：鹽屋浩三
馬賽爾生病時來為他治療的醫生。聽到蕾米他們沒有錢的委託，而從路路辛街過來的親切醫生。
醫院的服務人員
配音員：荒木香惠
在醫院裡幫助人的服務人員。
老紳士
配音員：喜多川拓郎
馬蒂亞第一次在人的面前演奏小提琴時，被他的音樂所感動，表達自己的感謝之意並給馬蒂亞不少金幣的老紳士。
珍妮
配音員：鈴木砂織
蕾米在要去做摘葡萄的工作時，而拜訪的農村的廢礦坑中認識的少女。蕾米打算留在廢礦坑裡，並且幫她逃離這裡。
柏格奴
配音員：槐柳二
蕾米在要去做摘葡萄的工作時，而拜訪的住在農村的原採礦工人。他從前是村裡頭號的採礦工人，不過最近因為坑道被封閉，而失去了工作，他只好沉溺於酒精。但是由於落石事故，使的蕾米被留困在坑道時，是他把蕾米給救出來的。
酒店的老闆
配音員：小野健一
柏格奴在借酒澆愁的時候，時常光顧的酒店的老闆。
阿爾伯特
配音員：仲木隆司
巴黎的高等音樂學校的教小提琴的老師。一眼就看穿馬蒂亞的才能，想要邀請馬蒂亞來他這裡，可是馬蒂亞無法拋棄自己的夥伴，所以沒能去他那裡。
凡爾納
配音員：牛山茂
蕾米在巴黎的路上遇到的人，可能也是位農夫。
農夫
配音員：川津泰彥
蕾米在巴黎的路上遇到的農夫。
艾倫
配音員：山崎巧
嘉斯伯爾的手下。
警官
配音員：平尾仁彰
在蕾米她被嘉斯伯爾抓走後，馬蒂亞就前去營救蕾米，麗絲他們後來不放心，為此就去向他報警。在那之後，嘉斯伯爾、艾倫他們就被他抓走了。蕾米被救出來之後，終於和米利根夫人，也就是她的親生母親見面了。
警衛
配音員：室園丈裕
米利根夫人所下榻的飯店的警衛。

#### 在嘉斯伯爾底下工作的孩子們
馬蒂亞
配音員：安達忍
住在嘉斯伯爾家裡的少年。小時候父母親去世了，之後他進入了馬戲團，但那裡的團長卻把他賣給了嘉斯伯爾，嘉斯伯爾命令他去偷東西與做扒手的工作。他真的很不喜歡這樣的工作，隨後他被蕾米的善良所感化，他開始做起了正經的工作。懂得拉小提琴，喜歡蕾米。
李卡多
配音員：結城比呂
住在嘉斯伯爾家裡的少年。與馬蒂亞同樣做著偷東西與做扒手的工作，隨後他被蕾米的善良所感化，他開始做起了正經的工作。喜歡蕾米。
麗絲
配音員：金井美香
住在嘉斯伯爾家裡的少女。總是穿著不合身的寬大衣服做著賣花的工作。
瑪莉亞
配音員：荒木香惠
住在嘉斯伯爾家裡的少女。年紀與蕾米相仿。看樣子是鄉下出身的，還是個沒有自己主見的類型，在嘉斯伯爾的孩子們中看起來是最柔弱的一個。
阿爾伯爾
配音員：中友子
住在嘉斯伯爾家裡的少年。
馬賽爾
配音員：柊美冬
住在嘉斯伯爾家裡的少年。喜歡動物，所以之後還發生了撿到小貓咪的事情。
皮耶爾
配音員：前田近美
住在嘉斯伯爾家裡的少年。

#### 米歇爾劇團一家
珂賽特‧米歇爾
配音員：平松晶子
米歇爾劇團的閃亮明星，米歇爾夫妻的女兒。非長擅長手鼓和跳舞，但她本人非常討厭旅行藝人，不太想站在舞台上表演。
米歇爾
配音員：佐藤正治
米歇爾劇團的團長，珂賽特的爸爸。演奏小提琴非常擅長。
喬安娜‧米歇爾
配音員：日野由利加
米歇爾劇團的團員，珂賽特的媽媽。與爸爸米歇爾一樣都是很和善的媽媽。

### 在10個魔法的故事中登場的故事人物
公主
配音員：堀江美都子
在10個魔法的故事中登場的公主。
神
配音員：茶風林
在10個魔法的故事中登場的神。

### 所有動物們
露賽特
蕾米家裡飼養的母牛。總是能夠擠出牛奶，讓蕾米家的牛奶和奶油一直不虞匱乏，不過之後被拿去賣掉來醫治傑洛姆的治療費。
卓力克爾
配音員：佐藤智惠
在維達利斯劇團裡表演的雄性猴子。很擅長倒立和特技飛行。『卓力克爾』的【克爾】(Coeur)，在法文中是心的意思。
澤比諾
在維達利斯劇團裡表演的雄性狗兒。在維達利斯劇團中第一個喜歡惡作劇。『澤比諾』(Zerbino)在義大利文中是打扮的意思。
桃爾琪
在維達利斯劇團裡表演的雌性狗兒。臉是鬥牛犬，然而身體很小。『桃爾琪』(Dolce)在義大利文中是溫柔和善的意思。
卡匹
在維達利斯劇團裡表演的雄性狗兒。在維達利斯劇團中，除了維達利斯以外擁有著領導人的風格。總是喜歡把帽子帶在頭上。名字的由來是從義大利文的『卡匹泰爾』而來的。
珊卓拉
在維達利斯劇團裡拉馬車的驢子。不過這頭驢不做任何表演。由於縱火的事情使的失去的馬車，驢子變的就沒有用了，維達利斯先生就把牠給賣了。
小白
馬賽爾撿到的貓咪。因為全身雪白的關係就被命名為小白。但是這本來是個女孩子所飼養的名字叫巧克力的貓。

## 主題歌、插入歌
- 片頭曲『關於愛』(第1話~第26話)
  - 作詞：佐田雅志、歌：佐田雅志、作曲：服部克久、編曲：服部克久
  - 香港版本『相依的心』
    - 作詞：張美賢、歌：唐韋琪、作曲：服部克久
- 片尾曲『幸福的預感』(第1話~第26話)
  - 作詞：岡田富美子、歌：Youca、作曲：服部克久、編曲：服部克久

※沒有插入歌。

## 標題播映表
| 話數 | 副標題               | 播映日         | 腳本     | 分鏡     | 演出               | 作畫監督         |
| ---- | -------------------- | -------------- | -------- | -------- | ------------------ | ---------------- |
| 1    | 悲傷的生日           | 1996年9月1日   | 島田滿   | 楠葉宏三 | 楠葉宏三           | 大城勝           |
| 2    | 再見了！媽媽         | 1996年9月8日   | 島田滿   | 高木淳   | 高木淳             | 井上銳、森川聰子 |
| 3    | 維達利斯劇團         | 1996年9月15日  | 島田滿   | 楠葉宏三 | 楠葉宏三           | 大城勝           |
| 4    | 好棒的禮物           | 1996年9月22日  | 島田滿   | 寺東克己 | 高木淳             | 井上銳           |
| 5    | 奇蹟的瑪莉亞像       | 1996年10月27日 | 島田滿   | 飯島正勝 | 西田健一           | 大城勝           |
| 6    | 媽媽的幻影           | 1996年11月3日  | 島田滿   | 高木淳   | 高木淳             | 井上銳           |
| 7    | 另一個家族           | 1996年11月10日 | 小山真弓 | 寺東克己 | 楠葉宏三           | 大城勝           |
| 8    | 再見了！我們的家     | 1996年11月17日 | 小山真弓 | 鈴木孝義 | 高木淳             | 井上銳           |
| 9    | 命運的相遇           | 1996年11月24日 | 小山真弓 | 楠葉宏三 | 楠葉宏三           | 丸山宏一         |
| 10   | 孤獨一人的亞瑟       | 1996年12月1日  | 小山真弓 | 鈴木孝義 | 高木淳             | 大城勝           |
| 11   | 項鍊的秘密           | 1996年12月8日  | 小山真弓 | 寺東克己 | 藤本次朗、西田健一 | 井上銳           |
| 12   | 悲傷的雪山           | 1996年12月15日 | 小山真弓 | 高木淳   | 高木淳             | 丸山宏一         |
| 13   | 雪日中的離別         | 1997年1月12日  | 小山真弓 | 楠葉宏三 | 楠葉宏三           | 井上銳           |
| 14   | 新旅程的開始         | 1997年1月19日  | 小山真弓 | 楠葉宏三 | 高木淳             | 大城勝           |
| 15   | 新夥伴               | 1997年1月26日  | 小山真弓 | 寺東克己 | 西田健一           | 井上銳           |
| 16   | 雨日中的小貓         | 電視未播映     | 小山真弓 | 飯島正勝 | 西田健一           | 井上銳           |
| 17   | 在地下迷宮的誓言     | 1997年2月2日   | 小山真弓 | 楠葉宏三 | 高木淳             | 丸山宏一         |
| 18   | 擦身而過的母親與孩子 | 1997年2月9日   | 小山真弓 | 杉島邦久 | 楠葉宏三           | 井上銳           |
| 19   | 旅行的一家           | 電視未播映     | 小山真弓 | 高木淳   | 平川達也           | 丸山宏一         |
| 20   | 知心好友             | 電視未播映     | 小山真弓 | 楠葉宏三 | 西田健一           | 大城勝           |
| 21   | 回憶中的小提琴       | 1997年2月16日  | 小山真弓 | 楠葉宏三 | 高木淳             | 大城勝           |
| 22   | 來自地下的生還       | 1997年2月23日  | 小山真弓 | 飯島正勝 | 西田健一           | 井上鋭           |
| 23   | 兩人的願望           | 1997年3月2日   | 小山真弓 | 寺東克己 | 高木淳             | 丸山宏一         |
| 24   | 被撕裂的愛           | 1997年3月9日   | 小山真弓 | 杉島邦久 | 楠葉宏三           | 井上銳           |
| 25   | 逃出！               | 1997年3月16日  | 小山真弓 | 高木淳   | 高木淳             | 大城勝、丸山宏一 |
| 26   | 我的媽媽             | 1997年3月23日  | 小山真弓 | 楠葉宏三 | 楠葉宏三           | 大城勝、井上銳   |

## 外部連結
- 互联网电影数据库（IMDb）上《無家可歸的孩子蕾米》的资料（英文）